# Aleksej Lezin
Aleksej Vladimirovič Lezin (in russo Алексей Владимирович Лёзин?; Energetik, 27 febbraio 1973) è un pugile russo, vincitore della medaglia di bronzo nella categoria dei pesi supermassimi al torneo di pugilato delle Olimpiadi di Atlanta del 1996, medaglia d'oro ai campionati mondiali di pugilato dilettanti di Berlino 1995, e tre volte medaglia d'oro ai campionati europei.

## Carriera pugilistica

### Europei dilettanti
- 1993 partecipa ai campionati mondiali di Tampere, Finlandia, nella categoria pesi massimi. Eliminato nei quarti di finale da Félix Savón.
- 1994 vince i Campionati Mondiali Militari di Tunisi, Tunisia, nella categoria pesi supermassimi, battendo Vitali Klitschko in finale.
- 1994 vince i Goodwill Games a San Pietroburgo, Russia, battendo Nikolay Valuev e Lance Whitaker.
- 1995 vince i campionati mondiali a Berlino, Germania, battendo Vitali Klitschko in finale.
- 1995 secondo posto ai Campionati Mondiali Militari di Ariccia, Italia. Battuto in finale da Vitali Klitschko.
- 1996 vince i campionati europei di Vejle, Danimarca, battendo Wladimir Klitschko in finale.
- 1997 partecipa ai campionati mondiali di Budapest, Ungheria. Eliminato nei quarti di finale da Alexis Rubalcaba.
- 1998 vince i campionati europei di Minsk, Bielorussia. Batte Sinan Şamil Sam in semifinale.
- 2000 vince i campionati europei di Tampere, Finlandia, battendo Paolo Vidoz in finale.

### Olimpiadi

#### Atlanta 1996
- 1996 vince la medaglia di bronzo alle Olimpiadi di Atlanta in rappresentanza della Russia.
  - Batte Mikhail Yurchenko ( Kazakistan) RSC-1
  - Batte René Monse ( Germania) PTS (9-5)
  - Sconfitto da Wladimir Klitschko ( Ucraina) PTS (1-4)

#### Sydney 2000
- 2000 partecipa alle Olimpiadi di Sydney in rappresentanza della Russia.
  - Sconfitto da Audley Harrison ( Regno Unito) RSC-4